# Cobitis taenia
La lisa (Cobitis taenia) es una especie de peces de la familia Cobitidae en el orden de los Cypriniformes.

## Reproducción
Es ovíparo.

## Morfología
Pueden llegar alcanzar los 13,5 cm de longitud total. La hembra es mayor que el macho. Los adultos pesan entre 20 y 60 g. El lomo presenta una coloración amarillo, marrón y gris, entremezclados y muchas pequeñas escamas de color café en la cresta dorsal. Las escamas en el vientre son de color amarillo pálido o anaranjado. El cuerpo es largo y delgado. Presente 6 barbillas alrededor de la boca. En los ojos tiene un pico de dos puntas, con el que puede infligir una dolorosa picadura.
Número de  vértebras: 40-42.

## Depredadores
Es depredado por Sander lucioperca y Silurus glanis .

## Hábitat
Vive en zonas de clima templado entre 14 °C - 18 °C de temperatura.

## Distribución geográfica
Se distribuye por Europa y Asia: Vertientes atláticas del Loira; sur de la cuenca del Báltico; Olga y Ural; norte del Mar Negro (excepto el Danubio). Citas antiguas sin confirmar en las cuencas del Ardour y Garonne.

## Costumbres
Es de costumbres nocturnas y permanece oculto bajo piedras o enterrado en la arena o el barro durante el día.